# Les Schtroumpfs (série télévisée d'animation, 1961)
Pour les articles homonymes, voir Schtroumpf (homonymie).
Production
Diffusion
Les Schtroumpfs est une série d'animation belge tirée de la bande dessinée éponyme produite par les studios TVA Dupuis. Les personnages sont animés à partir de silhouettes en papier découpé, que l'équipe doit bouger dans les décors et filmer image par image.

## Fiche technique
- Réalisation : Eddy Ryssack, Maurice Rosy et Jean Delire
- Auteur BD : Peyo
- Scénaristes : Peyo, Yvan Delporte
- Animation : Charles Degotte
- Décors : Michel Matagne
- Musique : Roland Renerte
- Production : Charles Dupuis
- Sociétés de production : TVA Dupuis
- Pays d'origine : Belgique

## Distribution

### Voix françaises
- Nelly Beghin
- Jeanine Cherel
- Jacques Courtois
- Richard Muller

## Liste des épisodes
1. Les Schtroumpfs Noirs
2. L'Œuf et les Schtroumpfs
3. Le Voleur de Schtroumpfs
4. Le faux Schtroumpf
5. Le Schtroumpf volant
6. Le Schtroumpf cet inconnu
7. Le Schtroumpf et son dragon
8. La Schtroumpflûte
9. Le Schtroumpf-robot

## International
- Brésil: sur TV Cultura
- Allemagne: sur Das Erste

## Source
- Hugues Dayez, Peyo l'enchanteur, Belgique, Niffle, octobre 2003, 189 p. (ISBN 2-87393-046-2), p.77